# William Luther Pierce
William Luther Pierce III (n. 11 septembrie 1933, Atlanta, Georgia, SUA – d. 23 iulie 2002, Mill Point⁠(d), Comitatul Pocahontas, Virginia de Vest, Virginia de Vest, SUA) a fost un neo-nazist american, autor și activist de extremă dreaptă. A fost unul dintre cei mai influenți ideologi ai supremațismului alb timp de aproape 30 de ani, propagând diverse teorii rasiste și antisemite. Fizician de profesie, a redactat controversatele romane Caietele lui Turner și Hunter, sub pseudonimul Andrew Macdonald. Cea dintâi a influențat numeroase crime motivate de ură și atentatul din Oklahoma City din 1995. Pierce a înființat National Alliance (în română Alianța Națională), o organizație neo-nazistă la cârma căreia a stat timp de 30 de ani.
Născut în Atlanta, Georgia, într-o familie prezbiteriană cu origini irlandeze, scoțiene și engleze, Pierce era urmaș al lui Thomas H. Watts⁠(d), guvernatorul statului Alabama și procurorul general⁠(d) al Statelor Confederate ale Americii pe parcursul Războiului Civil american. Pierce a absolvit liceul în 1952. A obținut licența în fizică în cadrul Universității Rice⁠(d) în 1955 și a obținut titlul de doctor în cadrul Universității Colorado la Boulder⁠(d) în 1962, devenind asistent universitar la catedra de fizică a Universității de Stat Oregon⁠(d) în același an. În 1965 a părăsit postul de titular și a devenit cercetător senior al fabricii Pratt & Whitney în Connecticut. În 1966, Pierce s-a mutat în Washington, D.C. și a devenit un asociat al lui George Lincoln Rockwell, care a fost asasinat un an mai târziu. Ulterior, Pierce a devenit colider al National Youth Alliance: După destrămarea acestei organizații în 1974, acesta a fondat National Alliance.
Pierce a încercat să transforme National Alliance într-o organizație politică care să stea la baza unei viitoare revoluții naționaliste în Statele Unite. În 1978, Pierce a redactat sub pseudonimul Andrew Macdonald nuvela Caietele lui Turner, lucrare care prezintă o revoluție violentă în Statele Unite, urmată de un război mondial și exterminarea raselor de culoare. În 1984, a redactat o altă nuvelă sub numele de Hunter. Cartea prezintă povestea unui veteran al războiului din Vietnam, pilot și consilier al Departamentul Apărării al Statelor Unite ale Americii care începe să asasineze cupluri interrasiale și jurnaliști, politicieni și birocrați liberali în zona D.C. În 1985, Pierce și-a mutat sediul în Hillsboro, Virginia de Vest, unde a înființat Biserica Comunității Cosmoteiste cu scopul de a fi scutit de taxe. Pierce și-a petrecut restul vieții în Virginia de Vest unde găzduia un show radio, American Dissident Voices, publica reviste -  precum National Alliance Bulletin - și supraveghea publicațiile National Vanguard, Free Spech și Resistance, respectiv lucrările tipărite de National Vanguard Books, Inc. și muzica produsă de propria casă de discuri, Resistance Records.
În 2002, Pierce a încetat din viață din cauză cancerului. La momentul respectiv, organizația National Alliance avea venituri anuale de peste 1 milion de dolari, peste 1.500 de membri, un staff național cu 17 oficiali angajați full-time și tocmai ajunse la apogeu. După moartea lui Pierce, organizația a intrat într-o perioadă caracterizată de conflicte interne și declin.

## Viața și cariera

### Copilăria și educația
William Luther Pierce III s-a născut pe 11 septembrie 1933 într-o familie prezbiteriană cu origini engleze, irlandeze și scoțiene în Atlanta, Georgia, fiul lui William Luther Pierce Jr. și a Margueritei Farrell. Fratele mai mic al lui Pierce, Sanders, inginer de profesie, s-a născut în 1936 și l-a ajutat mult pe Pierce în perioada când activa ca activist. Tatăl său s-a născut în Christiansburg, Virginia în 1892. Mama sa s-a născut în Richland, Georgia în 1910, familia sa fiind membră a aristocrației Vechiului Sud, urmași ai lui Thomas H. Watts, guvernatorul statului Alabama și procuror general al Statelor Confederate ale Americii. După încheierea războiului civil, familia sa a devenit parte a clasei muncitoare. Tatăl lui Pierce a avut calitatea de reprezentant guvernamental pe vasele de transport și redacta rapoarte pentru Washington, D.C.; acesta a devenit mai târziu managerul unei agenții de asigurări, însă și-a pierdut viața într-un accident de mașină în 1942. După moartea sa, familia s-a mutat în Montgomery, Alabama, iar apoi în Dallas, Texas.

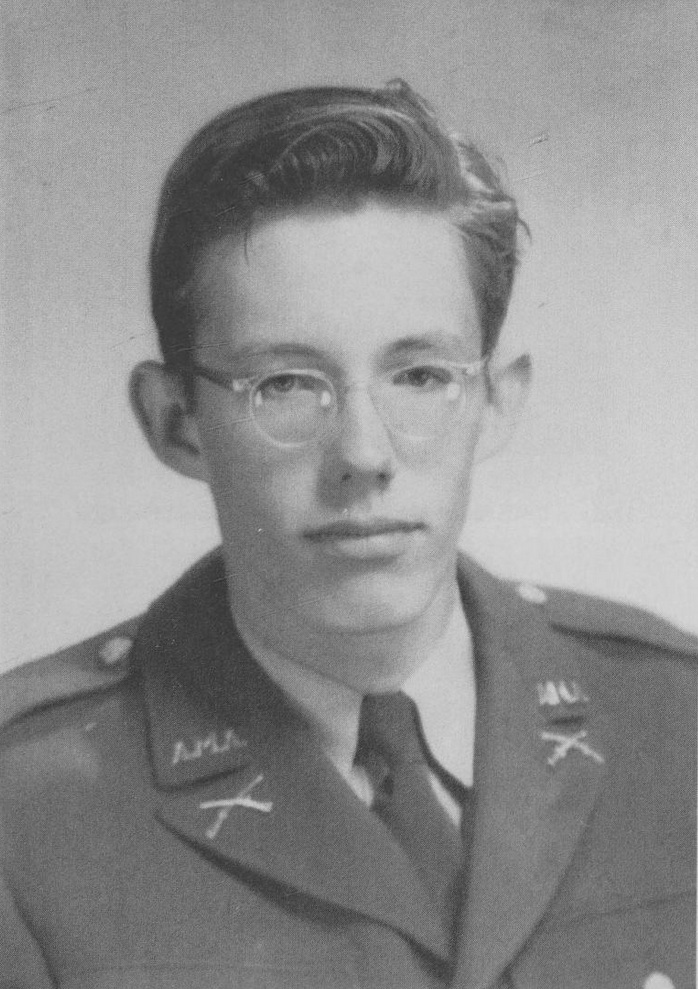
William Pierce în perioada liceului.

Pierce a avut rezultate academice bune în școală. Ultimii doi ani din liceu i-a petrecut în cadrul unei academii militare. În adolescență era interesat de modele de rachetă, chimie, radiouri, electronice și lectura science fiction. A visat să ajungă astronaut.
După încheierea studiilor militare în 1951, Pierce a lucrat pentru scurt timp pe un câmp petrolifer. A fost accidentat de o țeavă de 10cm care i-a căzut peste mână și a fost nevoit să-și petreacă resul vacanței comercializând încălțăminte. A obținut o bursă al Universitatea Rice în Houston, Texas și a absolvit în 1955 cu o licență în fizică. A lucrat în laboratorul național Los Alamos înainte de a urma studiile post-universitare la California Institute of Technology și apoi la Universitatea Colorado în Boulder. Acolo și-a obținut doctoratul în 1962. A predat fizică în calitate de asistent universitar în cadrul Universității de Stat Oregon din 1962 până în 1965.

### Primele activități politice
A fost titular la Universitatea Oregon exact în perioada apariției mișcărilor sociale pentru drepturile civile⁠(d) și împotriva războiului din VIetnam⁠(d), fenomene pe care le-a considerat de sorginte comunist-evreiască și care reprezentau un pericol la adresa americanilor de origine europeană. A fost pentru o scurtă perioadă membru al Societății John Birch în 1962, însă a demisionat. În 1965, motivat de finanțarea ambițiilor sale politice, Pierce a părăsit postul de profesor și s-a mutat în North Haven, Connecticut, unde a ocupat funcția de cercetător în cadrul fabricii Pratt & Whitney. În 1966, s-a mutat din nou, de această dată în Washington, D.C. și a devenit un apropiat al lui George Lincoln Rockwell, fondatorul Partidului Nazist American. În această perioadă a editat jurnalul ideologic al partidului intitulat National Socialist World. Când Rockwell a fost asasinat în 1967, Pierce a devenit unul dintre liderii National Socialist White People's Party.
Potrivit neonazistului american James Manson, în primul Congres Mondial Național Socialist din 1969, când un delegat a întrebat ce ar trebui să facem cu „trădătorii rasei albe”, Pierce a imitat că apasă pe trăgaciul unui pistol, moment în care publicul s-a ridicat în picioare.
În 1968, Pierce a părăsit NSWPP și s-a alăturat Your for Wallace, o organizație care îl sprijinea pe fostul guvernator al statului Alabama, George Wallace, în cursa pentru prezidențiale. În 1970, împreună cu Willis Carto, a reconfigurat Youth for Wallace în National Youth Alliance. Un an mai târziu, între Pierce și Carto au apărut conflicte, motiv pentru care NYA s-a fragmentat, iar în 1974 jumătatea lui Pierce a fost redenumită National Alliance. Printre membrii fondatori ai organizației era profesorul de studii clasice din cadrul Universității Illinois Revilo P. Oliver, persoană care l-a influențat puternic pe Pierce.

### National Alliance
Alianța Națională a fost organizată în 1974. Pierce dorea ca organizația să devină punctul de pornire al unei revoluții care avea să răstoarne într-un final Guvernul Statelor Unite. Acesta și-a petrecut restul vieții în Virginia de Vest unde găzduia un show de radio intitulat American Dissident Voice, un buletin informativ intitulat National Alliance Bulletin (inițial numit Action) și unde supraveghea publicarea revistelor National Vanguard (inițial numită Attack!), Free Speech și Resistance, respectiv a lucrărilor prin intermediul National Vanguard Books, Inc. (multe dintre acestea promovând negaționismul). Mai mult, Pierce deținea și o casă de discuri numită Resistance Records. Pe subiectul Holocaustului, acesta afirma că numărul morților este exagerat, iar majoritatea detaliilor au fost fabricate.
În 1978, sub pretextul că organizația National Alliance era una educațională, Pierce a aplicat pentru o scutire de impozit, aplicație respinsă însă de către Internal Revenue Service. Pierce a atacat decizia, însă curtea de apel a dat câștig de cauză deciziei luate de I.R.S. Acesta a fost intervievat în aceeași perioadă de către Herbert Poinsett în cadrul talk show-ului Race and Reason.
Antisionist și antisemit convins, a încercat în perioada războiului de Iom Kipur să oblige compania McDonnell Douglas să suspende contractele militare încheiate cu statul Israel, cumpărând acțiuni din fondul companiei și sugerând această idee în cadrul unei ședințe cu acționarii. Organizația a respins cererea și a continuat să furnizeze armament Israelului. O parte din discursurile ulterioare susținute de Pierce în cadrul American Dissident Voices cu privire la conflictul arabo-israelian au fost retipărite în diferite publicații musulmane și pe website-uri, inclusiv pe cel al grupării teroriste Hezbollah.
În 1985, Pierce și-a mutat operațiunile din Arlington, Virginia, în Mill Point, Virginia de Vest pe un teren de 1.40 km pătrați pe care l-a achiziționat la prețul de 95.000$. A înființat aici Biserica Comunității Cosmoteiste într-un ultim efort de a evita plata taxelor. În 1986, biserica a aplicat din nou pentru scutirea de taxe, reușind să evite taxele guvernamentale, statale și locale; cu toate acestea, a pierdut scutirea la nivel local pe 340 de acri din cei aproape 400, doar 60 fiind utilizați exclusiv din rațiuni religioase. Alți 286 de acri erau utilizați pentru sediul central al National Alliance și pentru editura National Vanguard.
În 1990, documentarele Different Drummer l-au potretizat pe Pierce într-unul dintre episoade; acesta a fost difuzat pe canalul PBS. Pierce a mai participat în două rânduri la interviuri realizate de Ron Doggett în cadrul emisiunii „Race and Reality”, ambele fiind difuzate din Richmond, Virginia.

Pe 19 mai 1996, Pierce a fost intervievat în cadrul celebrei emisiuni 60 Minutes, unde a fost întrebat de Mike Wallace dacă era de acord cu ce se întâmplase în Oklahoma City, întrebare la care acesta răspunse că „Nu. Nu, Nu sunt de acord. Am menționat asta de mai mult ori, nu sunt de acord cu atentatul din Oklahoma City deoarece Statele Unite nu este încă într-o perioadă revoluționară”. Pierce a fost frecvent descris ca fiind un neonazist, deși a respins această etichetă. Când a fost întrebat de această caracterizare în cadrul 60 Minutes, Pierce a descris termenul ca fiind „defăimător”, declarând că:
Admir multe din lucrurile pe care le-a redactat Hitler, multe dintre programele și politicile pe care le-a implementat în Germania, însă nu preluăm orbește agendele și politicile altcuiva. Am formulat propriul nostru program în contextul pe care îl avem astăzi în America”.
În 1998, Pierce și-a făcut prezența în documentarul produs de Discovery Channel pe subiectul naționalismului alb în Statele Unite. În calitate de lider al National Alliance, Pierce a stabilit relații cu alte grupuri naționaliste din Europa, printre care Partidul Național Democrat al Germaniei și Zorii Aurii. Pierce a încercat să recruteze noi membri și prin intermediul un videoclip intitulat America is a Changing Country (ro: America este o țară în schimbare), respectiv prin constituirea unui grup antiglobalizare - Anti-Globalization Action Network - cu scopul de a protesta față de summitul G8 din Canada din iunie 2002.
Ultimul discurs public susținut de Pierce a avut loc în Cleveland, Ohio, în 28 aprilie 2002. Pe 23 iulie 2002, a încetat din viață din cauza cancerului. La momentul respectiv, organizația National Alliance avea venituri anuale de peste 1 milion de dolari, peste 1.500 de membri, un staff național cu 17 oficiali angajați full-time și tocmai ajunse la apogeu. După moartea lui Pierce, organizația a intrat într-o perioadă caracterizată de conflicte interne și declin. Partidul Național Britanic a publicat un articol un memoria sa.
Înainte de moartea sa, i-a permis lui Robert S. Griffin, profesor titulat din cadrul Universității Vermont, să locuiască alături de el timp de o lună în scopul redactării lucrării The Fame of a Dead Man's Deeds (2001). Titlul cărții era preluat din citatul preferat al lui Pierce, un proverb din limba nordică veche din Hávamál (Cântecul Celui Înalt), parte a poemului Edda:
| Deyr fé, deyja frændr, deyr sjálfr et sama; ek veit einn, at aldri deyr: dómr um dauðan hvern. | Vitele pier, rudeniile pier tu însuți pieri; Un unic lucru cunosc care nu piere niciodată: judecata vieții unui răposat. |  |

## Romane

### Caietele lui Turner
Pierce a ajuns în atenția presei naționale și a publicului după atentatul de la Oklahoma City după ce s-a vehiculat că Timothy McVeigh ar fi fost influențat de lucrarea The Turner Diaries (1978). Cartea prezintă într-o manieră violentă un viitor război rasial în interiorul Statelor Unite, descrieri detaliate ale unor linșaje în masă - „the Day of the Rope” - a numeroși „trădători ai rasei”, cu precădere evrei, homosexuali și cei aflați în relații interrasiale, în străzile din Los Angeles și purificarea etnică a întregului oraș. Violența și omuciderile sunt caracterizate drept „teribil, însă absolut necesare”. Povestea este narată prin intermediul perspectivei lui Earl Turner, un membru activ al grupului revoluționar alb The Organization.
Cea mai relevantă parte în cazul lui McVeigh o reprezenta un capitol aflat la începutul cărții unde protagonistul trebuie să detoneze clădirea principală a FBI. Unele persoane au scos în evidență asemănările dintre atacul prezentat în carte și atentatul din Oklahoma City unde a fost atacată clădirea guvernamentală Alfred P. Murrah. În urma atacului din 19, aprilie, 1996, 168 de persoane și-au pierdut viața. La momentul arestării în aceeași zi, pagini din lucrare au fost găsite în mașina sa; în acestea, anumite pasaje erau subliniate, inclusiv „Însă adevărată valoare a tuturor atacurilor noastre de azi constă în impactul psihologic, nu în victime” și „Putem încă să-i găsim și să-i omorâm”.
Caietele lui Turner a inspirat și o grupare de naționaliști la începutul anilor 1980 intitulată Silent Brotherhood sau The Order. Membrii acestuia s-au întâlnit pe proprietatea organizației Aryan Nations și nu-și doreau să rămână niște simpli „revoluționari de formă”. The Order a fost implicat în numeroase crime, inclusiv contrafacere și furt din bănci, bani despre care se presupune că au ajuns în contul National Alliance. Liderul grupului, Robert Jay Mathews, a fost ucis într-un schimb de focuri cu poliția și agenții guvernamentali în Whidbey Island, Washington. Poliția a tras cu rachete semnalizatoare în clădirea în care Mathews era ascuns, fapt care a pornit un incendiu. Ceilalți membri ai The Order, cel mai cunoscut fiind David Lane, au fost capturați și închiși.
În 1996, Pierce a vândut drepturile de autor ale lucrării The Turner Diaries editorului evreu Lyle Stuart.

### The Hunter
În 1989, sub același pseudonim, William Pierce a publicat o altă nuvelă intitulată Hunter. Lucrarea prezintă povestea unui veteran al războiului din Vietnam și pilot de F-4 Phantom II pe nume Oscar Yeager care asasinează cupluri interrasiale și jurnaliști, politicieni și birocrați liberali din zona D.C.
In cadrul interviurilor, Pierce a descris lucrarea ca fiind mai realistă și a precizat ca motivul din spatele redactării este acela de a-l trece pe cititor printr-un „...proces educațional”.

## Religia
În ciuda educației prezbiteriene pe care a primit-o în copilarie, Pierce a devenit ateu în adolescență. Totuși, în anii 1970 a creat o filosofie religioasă numită „cosmoteism” care avea la bază învățături din romantismul german, conceptul darwinian de selecție naturală și interpretarea proprie a piesei de teatru Omul și Supraomul de George Bernard Shaw. Anti-Defamation League și Southern Poverty Law Center afirmau că Pierce a creat cosmoteismul cu scopul de a evita plata taxelor pentru organizația National Alliance. SPLC a caracterizat-o ca fiind o „religie fictivă”.
Cosmoteismul nu este altceva decât o formă de panteism care afirmă că „toate sunt întru Dumnezeu și Dumnezeu întru toate”. Această perspectivă consideră natura conștiinței ca fiind nestatornică și modificată de procesul evolutiv prin intermediul eugenismului până la atingerea statutului de „conștiință universală” sau divinitate. Termenul cosmos denotă un univers ordonat și armonios. Scopul cosmoteismului, așadar, este strădania vieții biologice de a se metamorfoza în ființe superioare.
În discursul „Our Cause” (ro: Cauza noastră), Pierce menționa:

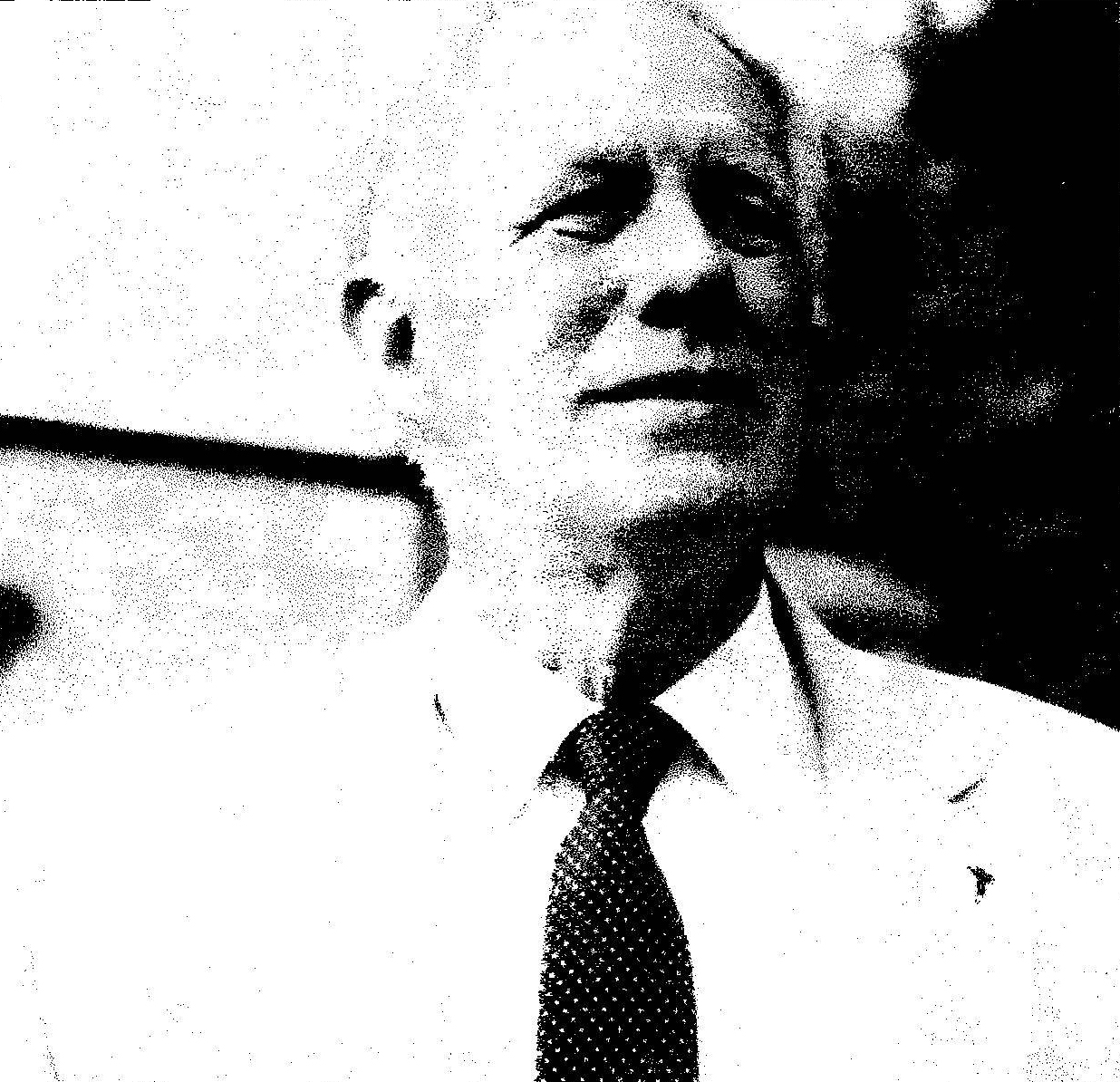
Pierce la o întâlnire în 1999 din cadrul National Alliance.

Tot ce îți cerem este să împarți cu noi o obligație față de simplul, dar marele adevăr pe care ți l-am explicat aici, conștientizarea că faci parte dintr-un întreg numit creatorul, că înțelegi că scopul tău, că scopul omenirii și al celorlalte părți din creație, este scopul creatorului, că acest scop este ascensiunea fără de sfârșit a creației, calea vieții simbolizată de către runa vieții noastre, că pricepi că această cale conduce spre realizarea de sine a creatorului, iar destinul celor care urmează această cale este divinitatea”
Pierce și-a caracterizat perspectiva ca fiind fundamentată pe „ideea unui univers evolutiv... care progresează către niveluri de conștiină de sine din ce în ce mai avansate”, iar ideile sale politice au fost bazate pe puritate rasială și eugenism, modalități prin care rasa albă poate avansa către statutul de super rasă și apoi către un statut divin. DIn perspectiva sa, rasa albă reprezintă apogeul evoluției umane până în momentul de față și ar trebui să fie separată genetic de celelalte rase prin segregare rasială.
Pierce credea într-o societate ierarhică guvernată de ceea ce el considera principile esențiale ale naturii și ideea supraviețuirii celui mai adaptat. A militat pentru separatismul alb pe motiv că rasa albă ar trebui să rămână separată de celelalte rase și să stabilească o meritocrație. A considerat că programele extensive de „purificare rasială” și eugenism, atât în Europa, cât și în America de Nord, ar fi necesare în vederea materializării acestui program socio-politic.

## Familia
Pierce a fost căsătorit de cinci ori. Prima dată cu Patricia Jones, o matematiciană pe care a întâlnit-o în perioada în care frecventa California Institute of Technology. S-au căsătorit în 1957 și au avut împreună doi fii, Kevin și Eric, născuți în 1960. Primul este inginer aerospațial, iar cel de-al doilea informatician. Pierce a divorțat în 1982. Acesta s-a recăsătorit în același an cu Elizabeth Prostel pe care a întâlnit-o în biroul organizației National Alliance în Arlington, Virginia. Căsătoria s-a încheiat în divorț în anul 1985 când Pierce își muta sediul în sudul Virginiei de Vest. În 1986, Pierce s-a căsătorit cu unguroaica Old Skerlecz care era rudă cu Ivan Skerlecz, guvernatorul regatul autonom Croația-Slavonia, însă au divorțat în 1990. Olga s-a mutat în California după divorț. Pierce s-a recăsătorit din nou cu o femeie de origine maghiară pe nume Zsuzsannah la începutul anului 1991. Cei doi au divorțat în vara anului 1996. Ultima căsătorie, care a rezistat până la moartea sa, a fost cu o altă unguroaică, Irena, alături de care s-a căsătorit în 1997.

## Lucrări
Următoarele lucrări au fost publicate sub pseudonimul „Andrew MacDonald”:
- Caietele lui Turner
- Hunter

În 1993, Pierce a redactat scenariul revistei de benzi desenate New World Order Comix #1: The Saga of White Will care a fost ilustrată de către Daniel „Rip” Roush și colorată de William White Williams.